# BBÖ 181
Die Dampflokomotivreihe BBÖ 181 war eine Güterzug-Schlepptenderlokomotivreihe der Österreichischen Bundesbahn (BBÖ).

## Geschichte
Nach dem Ersten Weltkrieg setzten sich Zwillingsbauarten wegen der geringeren Anschaffungs- und Betriebskosten immer mehr durch.
Da das nunmehr kleine Österreich fast alle seine Kohlenvorräte verloren hatte, besann man sich aber der kohlesparenden Verbundmaschinen und ließ 27 der in der Wiener Neustädter Lokomotivfabrik im Bau befindlichen 81er mit Verbundtriebwerk ausstatten.
Durch den großen Niederdruckzylinder musste die Vorlaufachse weiter nach vorne gesetzt werden.
Der Kesseldruck konnte gegenüber der Reihe 81 auf 18 atm erhöht werden.
Die als Reihe 181 bezeichneten Maschinen wurden 1922/23 geliefert und hauptsächlich im Gebirgsdienst eingesetzt.
Durch sinkende Kohlepreise verlor man aber bald wieder das Interesse an Lokomotiven mit Verbundtriebwerk und so war die Reihe 181 die letzte in Österreich gebaute Verbundlokomotivreihe.
1938 kamen noch alle als 58 801–827 zur Deutschen Reichsbahn, die aber auch kein Interesse an ihnen hatte.
Nach dem Zweiten Weltkrieg kamen acht Stück zu den ÖBB, die sie als Reihe 158 einplanten, aber schon 1953 ausmusterten. 15 Maschinen kamen als Baureihe 29 zu den Jugoslawischen Staatsbahnen (JDŽ) und erhielten zunächst die Nummern 29-101–115. 1948 wurden sie umnummeriert zu JDŽ 29-028–042.